# جاك غراهام (لاعب كرة قدم أسترالية)
جاك غراهام (بالإنجليزية: Jack Graham)‏ هو لاعب كرة قدم أسترالية أسترالي، ولد في 2 مارس 1878 في إتشوكا في أستراليا، وتوفي في 22 يناير 1907 في أرارات في أستراليا.

## وصلات خارجية
- جاك غراهام على موقع AustralianFootball.com (الإنجليزية)
- جاك غراهام على موقع AFLtables.com (الإنجليزية)